# Вузлове (село)
Вузлове (до 1946 р. — Холоїв) — село в Україні, у Радехівській міській громаді Шептицького району Львівської області.

## Назва
Топонім села походить від слова вузол, бо на північ від села дорога на Луцьк, на захід — на Броди, а на південь — на Львів. Недалеко від села тече маленька річка Холоївка, яка й дала колишню назву — Холоїв. Сучасна назва запроваджена з 1946 року. 
Герб — бурий ведмідь на задніх лапах.

## Історія

Околиці Вузлового були обжиті з давніх часів. Так, на околиці Нестанич знайдено крем'яні вироби епохи пізнього палеоліту (понад 13 тисяч років до н. е.), А поблизу села в урочищі Жодоби — кремінний наконечник для списа періоду ранньої бронзи (III — початок II тисячоліття до н. е.).
Перша письмова згадка про Холоїв датується 1462 роком (про Нестаничі — 1512). Від середини XVII століття й до початку Другої світової війни Холоїв вважався містечком, у якому мешкало понад 12 тисяч осіб (1921 рік). Тут була значна єврейська громада.
У 1724 році громадою села на чолі з церковним братством була побудована дерев'яна триярусна церква Покрови Пресвятої Богородиці. Тутешню церкву у 1932 році розписали художники Юрій Магалевский та Володимир Іванюх у «полтавському стилі». Після очищення ікон з'явилося зображення козаків і ченців в загальному духовному одязі. Знавці стверджували, що іконостас для церкви пожертвував польський король Ян Собеський перед своїм походом на турків.

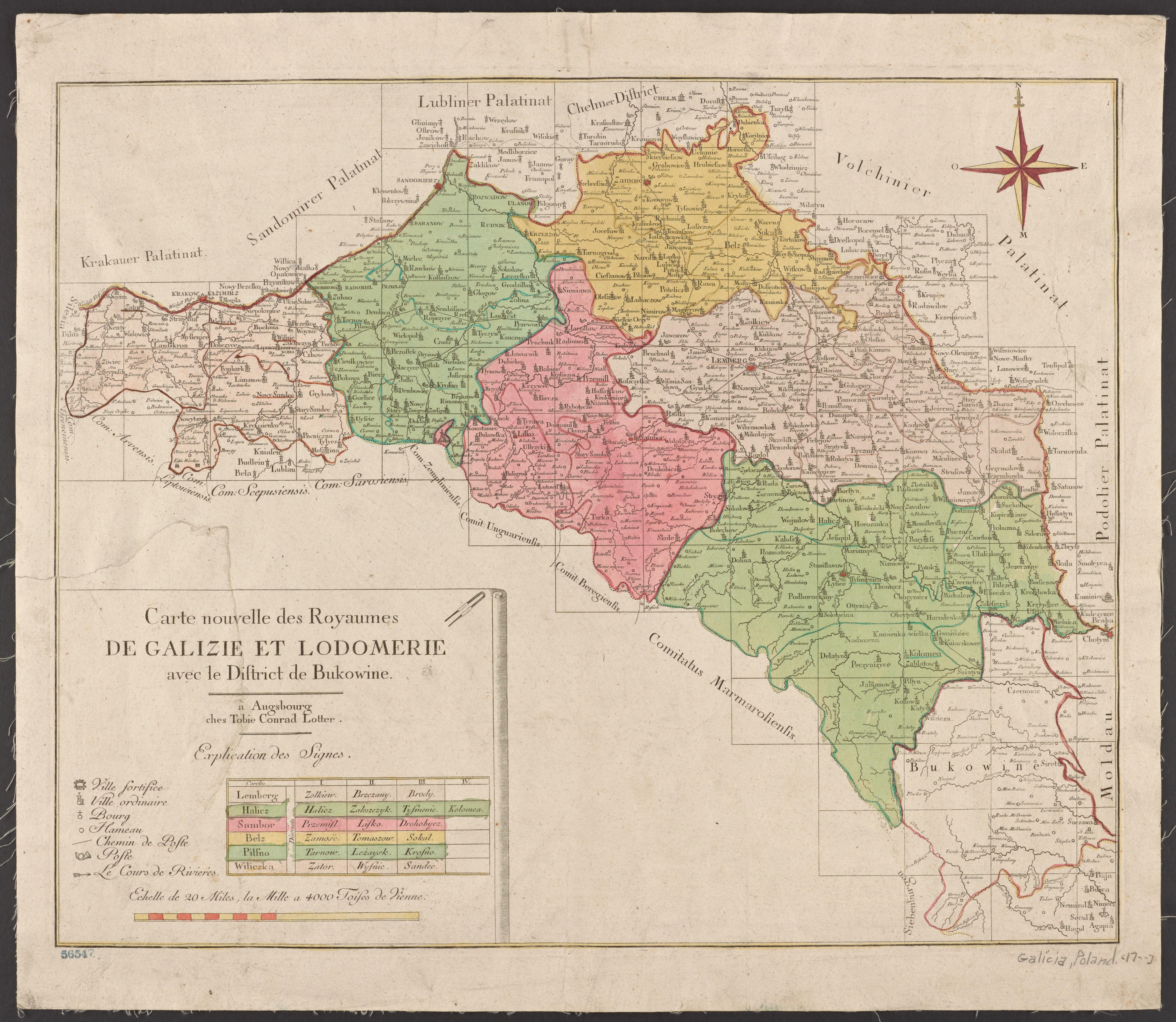
Холоїв на мапі Королівства Галичини та Володимирії у 1777—1782 роках

Церква є пам'яткою архітектури національного значення. Інтер'єр церкви тепер прикрашають фрески, виконані відомим галицьким живописцем початку XX століття Петром Холодним.

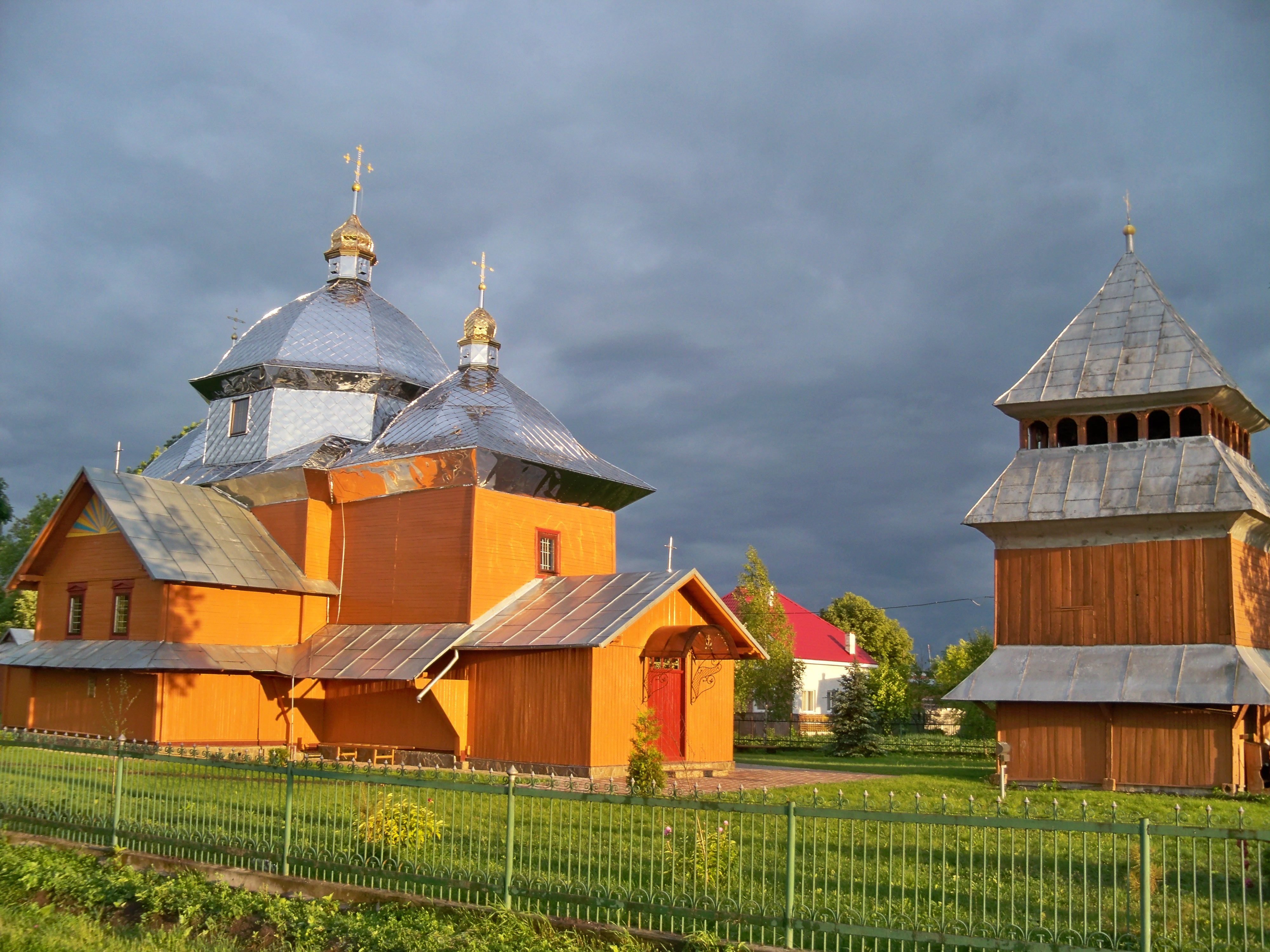
Церква Покрова Богородиці (дер.)

Під час німецької окупації село було спалено. Значну кількість єврейської громади села було вивезено за межі села та знищено.
З 1971 року почалася розбудова селища. У радянський період Вузлове було експериментально-показовим селом, тут було споруджено великий будинок культури, школа, ліцей, будівля ради, будинок побутового обслуговування населення і, навіть, фонтан, який працює до тепер. Також над радою стоїть ратуша, на якій колись мали встановити годинник, але його не встановили.
За забудову селища Вузлове Радехівського району Львівської області колектив авторів було відзначено низкою нагород. Так, керівник проєкту В. С. Марченко був нагороджений великою золотою медаллю ВДНГ СРСР та Державної премії УРСР імені Т. Г. Шевченка, співавтори В. Б. Бартенєв — дипломом з медаллю Спілки архітекторів СРСР, а І. Є. Оксінтюк — Державною премією УРСР імені Т. Г. Шевченка.
Зараз тут розташовані спиртзавод, птахофабрика, є природничо — економічний ліцей.
У 2006 році Т. Дзьобан та В. Лаба видали книжку «Історія села Вузлове (Холоїв)», у якій було описано найважливіші персоналії і події з життя села.

## Населення

### Мова
Розподіл населення за рідною мовою за даними перепису 2001 року:
| Мова       | Кількість | Відсоток |
| ---------- | --------- | -------- |
| українська | 1601      | 99.81%   |
| російська  | 3         | 0.19%    |
| Усього     | 1604      | 100%     |

## Відомі люди
Народилися
- Демчук Ілля Степанович «Гук», «Ромко» (1921 — 2.02.1951, с. Дмитрів Шептицького р-ну Львівської обл.). Освіта — 6 класів народної школи. Член Юнацтва ОУН із осені 1943 р. У лавах УПА з весни 1944 р. Стрілець сотні УПА «Кочовики» (весна 1944—1946), стрілець кущової боївки (1946 — весна 1948), зв'язковий референта СБ районного проводу ОУН (весна 1948 — 05.1949), кущовий провідник ОУН (05.1949-02.1951). За час перебування у підпіллі був двічі поранений. Загинув у криївці. Вістун УПА (30.05.1947); відзначений Бронзовим хрестом бойової заслуги (30.11.1949) та Похвалою у Наказі ВШВО 2 «Буг» (31.08.1948)[4].
- Никон Петро «Гриненко» (1913 — ?) — член ОУН з 1939& р. У лавах збройного підпілля ОУН із літа 1944 р. Стрілець СКВ (літо 1944 — 05.1945). Загинув у засідці військ МДБ біля залізничної колії. Вістун УПА (?); відзначений Срібним хрестом бойової заслуги 1 класу (23.10.1948) за участь у засідці під час якої був знищений підполковник МДБ Крижанівський[5].
- Кулець Іван — народився і провів дитячі роки видатний український художник, педагог, громадський діяч та провідний представник модерного мистецтва української діаспори.
- Ольшанська Ірина Михайлівна — українська громадська та мистецька діячка. Заслужений діяч мистецтв України.

## Вузлівський ОНВК
Це заклад нового типу. Його засновано 1 вересня 1995 року. Протягом свого існування у ліцеї проводяться відповідні психолого-педагогічні дослідження та апробація модульно-рейтингової технології навчання, організовується профільне навчання, відпрацьовується нові підходи до оцінювання навчальних досягнень учнів.